# Cöpenicker Schleuse
Die Cöpenicker Schleuse war eine Schleuse des Luisenstädtischen Kanals in der Berliner Luisenstadt. Sie verband den höheren Wasserspiegel der Oberspree mit dem niedrigeren Wasserspiegel des Luisenstädtischen Kanals. Die Cöpenicker Schleuse lag etwa am Kilometer 2,05 des Luisenstädtischen Kanals nahe dem Abzweig von der Spree.

## Geschichte
In den 1840er Jahren entwickelte sich die Schifffahrt im Großraum Berlin rasant, sodass an der Stadtschleuse im Spreekanal die Kähne mitunter sechs bis acht Tage auf die Schleusung warten mussten. Der Mühlendamm in der Spree verhinderte eine durchgehende Nutzung des Spreelaufes für die Schifffahrt. Eine Umgehung wurde notwendig, so dass der Landwehrkanal und der Luisenstädtische Kanal projektiert und realisiert wurden. Der Luisenstädtische Kanal zweigt von der Spree an der Schillingbrücke ab. Oberhalb und unterhalb der Schillingbrücke gab es je eine Brückendurchfahrt unter der Zwillingsbrücke zu einer Kanalerweiterung, ähnlich einem Wasserbecken. Zwei Straßen führten zu beiden Seiten an dem südlich der Brücke gelegenem Wasserbecken herum. Zwischen diesem Becken und der Köpenicker Straße befand sich die Schleuse.
Die Cöpenicker Schleuse wurde von 1848 bis 1852 als einschiffige Schleuse ohne Umflutvorrichtung gebaut. Die Länge der Schleusenkammer betrug etwa 44 Meter und die Kammerbreite etwa 5,50 Meter. Sie war für Schiffe maximal im Finowmaß passierbar. Die Schleusenwände wurden aus Ziegeln errichtet und die Tore bestanden aus Eichenholz. Für die Wendenischen kam Granit zum Einsatz. 
Auf der Südseite der Schleuse überquerte die Cöpenicker Brücke den Kanal. Diese Straßenbrücke, die am Cöpenicker Tor der alten Stadtmauer begann, führte die Cöpenicker Straße von Cölln nach Cöpenick bei Berlin.
Aufgrund des kaum vorhandenen Schiffsverkehrs und des geringen Höhenunterschiedes zwischen der Spree und dem Kanal und eines beim Bau der Schleuse nicht vorgesehenen Umfluters stand das Wasser im Kanal, was zu starken Geruchsbelästigungen für die Bevölkerung führte. Aus diesen Gründen beschloss der Berliner Magistrat am 16. Januar 1926, die Schleuse stillzulegen und abzureißen und den Kanal wieder verfüllen zu lassen.

## Bilder und Karten

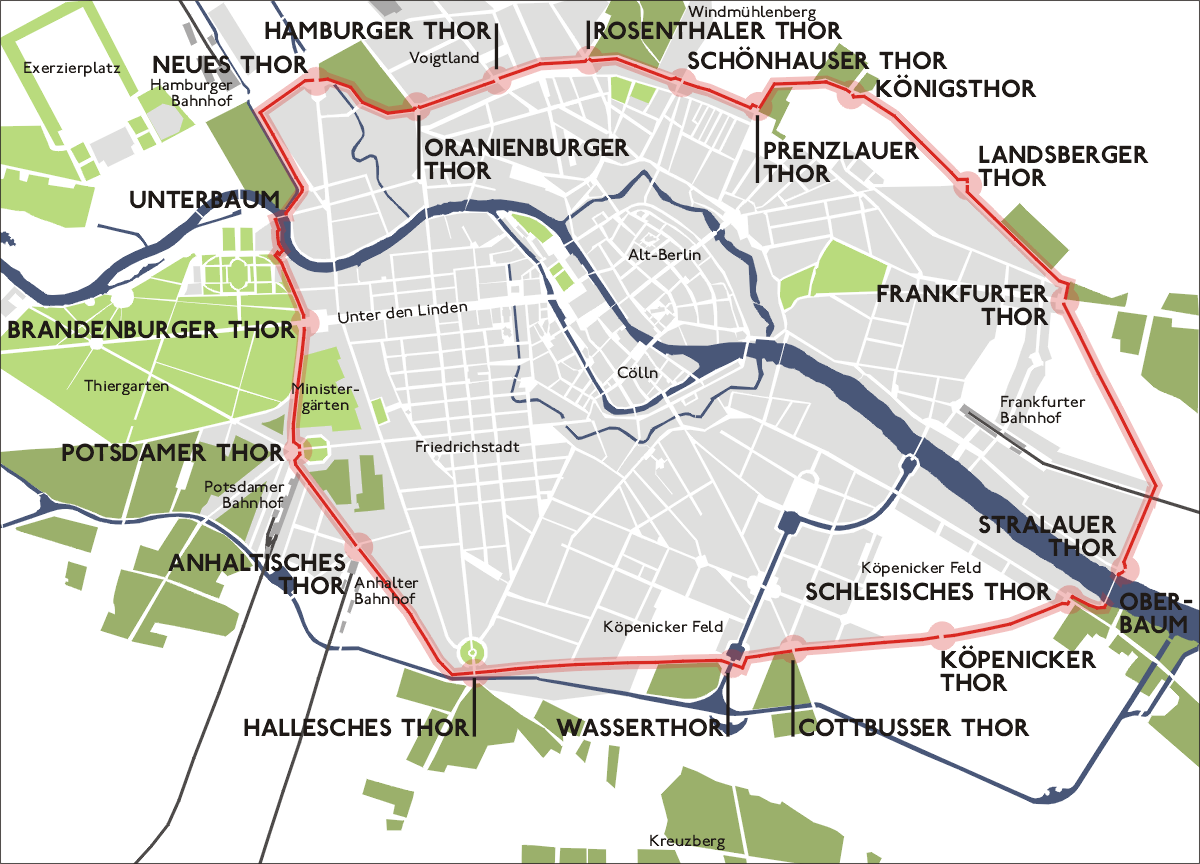
Wasserstraßen in Berlin um 1855
Verlauf des ehemaligen Luisenstädtischen Kanals im heutigen Straßenbild
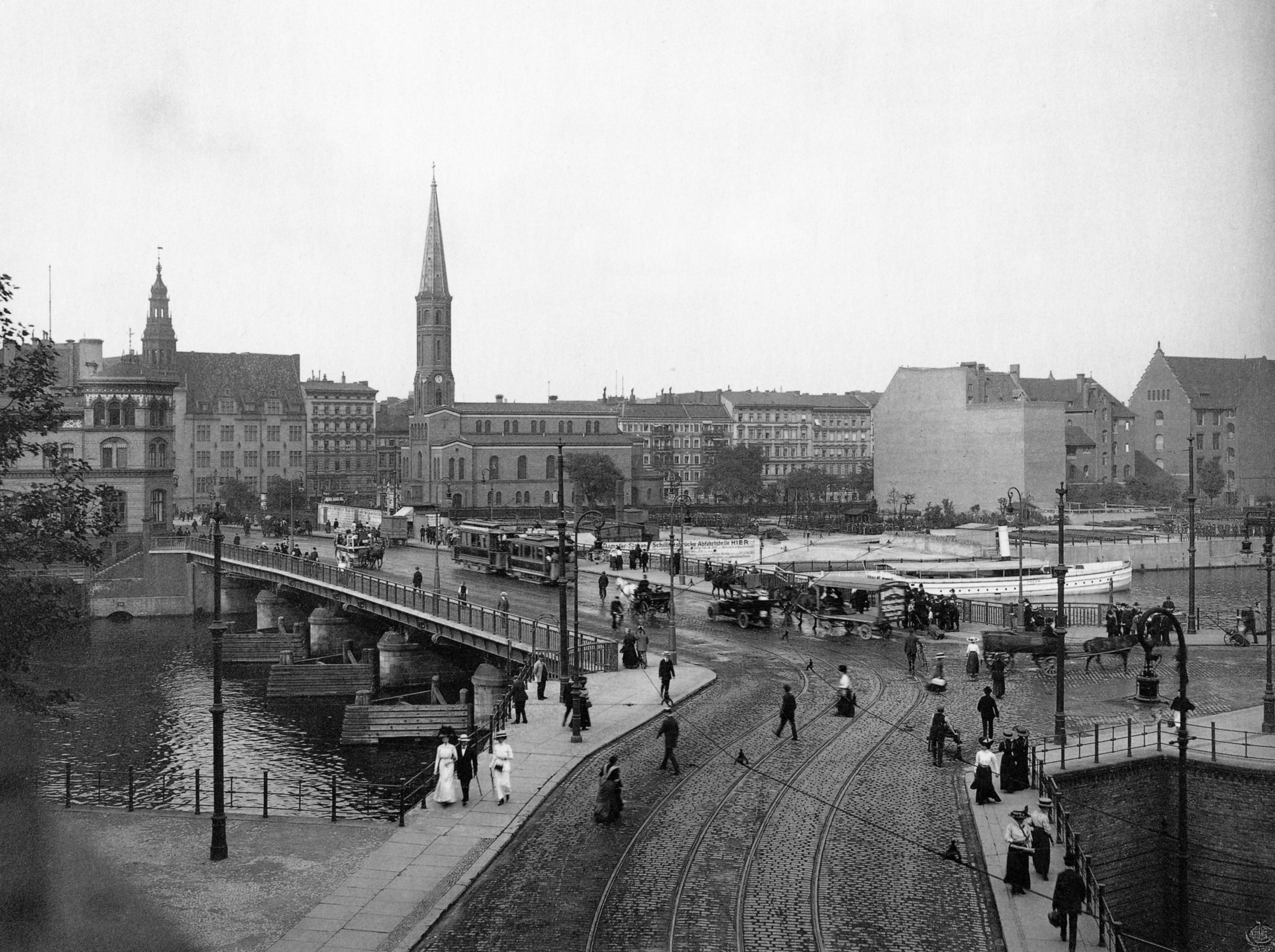
Schillingbrücke und Zwillingsbrücke, angeschnitten im Vordergrund zu sehen
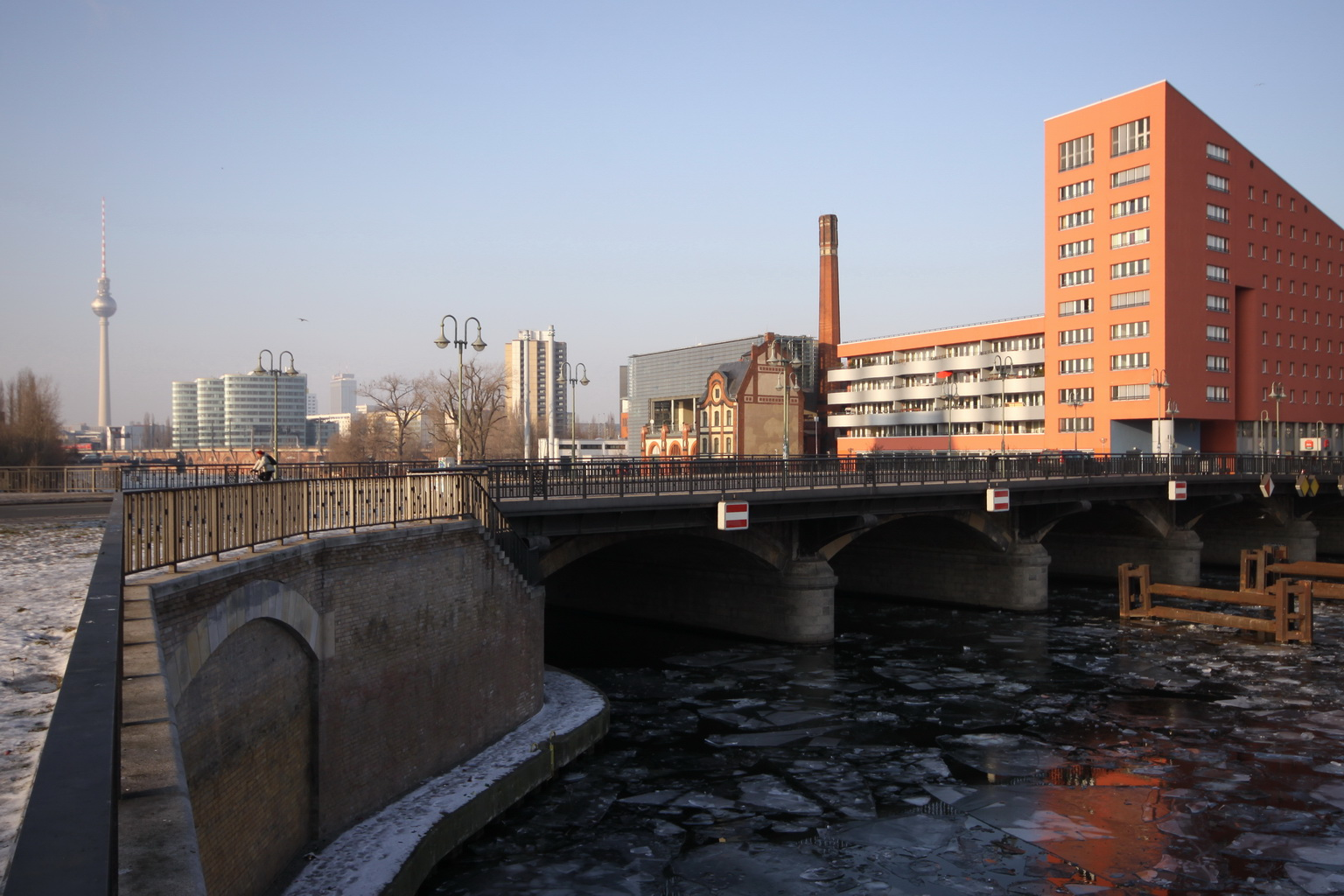
Ehemalige obere Einfahrt (Brückenbogen) in Richtung Schleuse unter Zwillingsbrücke
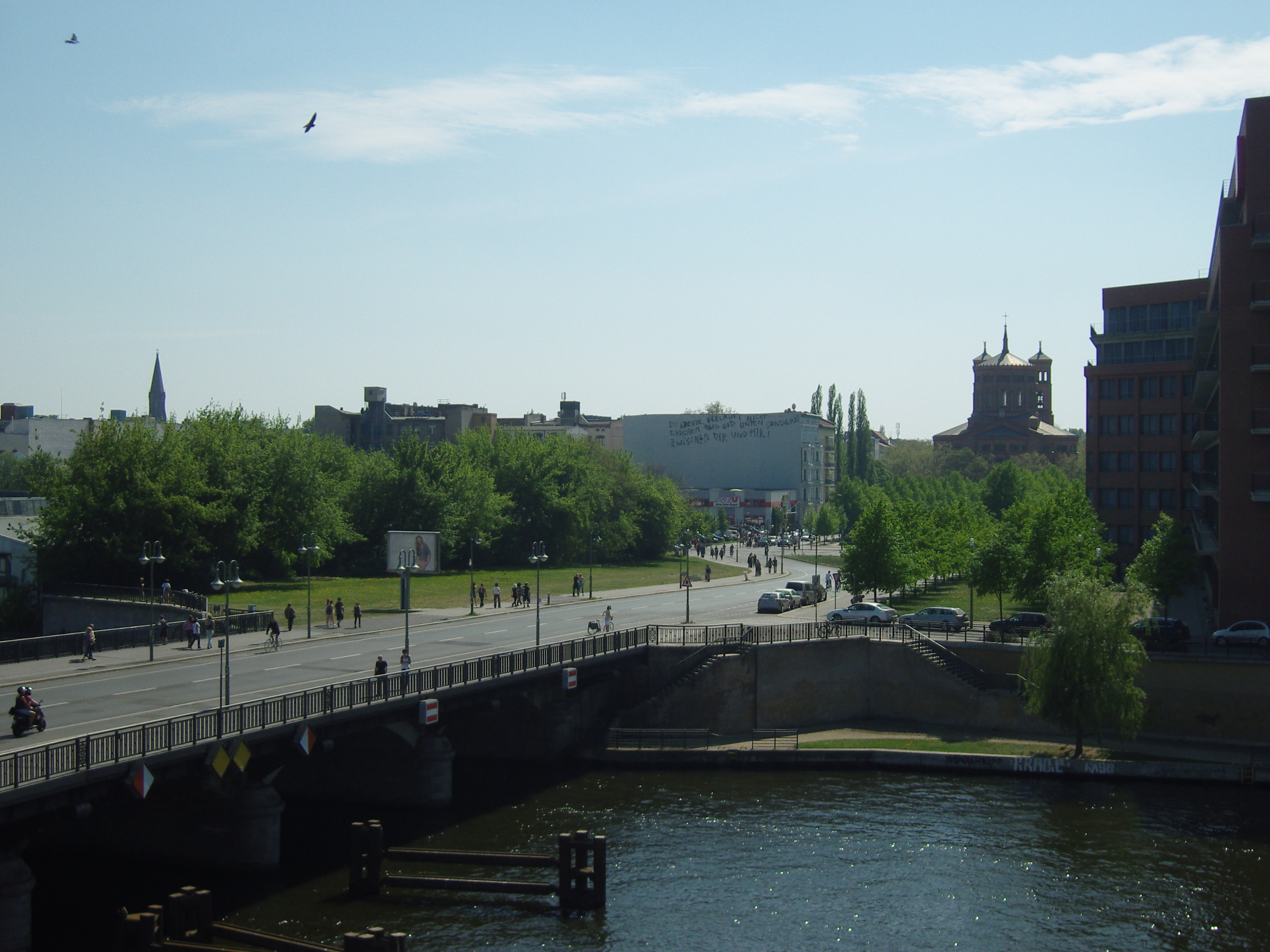
Ehemalige untere Einfahrt in Richtung Schleuse unter Zwillingsbrücke